# Tanjung Piai
Tanjung Piai – przylądek na Półwyspie Malajskim, w Malezji, uważany za najdalej wysunięty na południe punkt lądowej części Azji. Jego tereny porasta las namorzynowy.